# France Brešar
France Brešar (tudi Franc Brešar), slovenski matematik in univerzitetni profesor, *1935 Kranj, † 2013 Maribor.
Rodil se je v Kranju. Leta 1955 je maturiral na Gimnaziji Kranj, nakar se je vpisal na takratni Oddelek za matematiko Fakultete za naravoslovje in tehnologijo v Ljubljani, kjer je leta 1960 tudi diplomiral. Magistriral je leta 1976 na Prirodoslovno-matematični fakulteti na Univerzi v Zagrebu s temo »Variacijske metode za nelinearne probleme«. Doktoriral je leta 1978 na takratni Visoki tehniški šoli v Mariboru s temo »Študij upogiba neskončne elastične plošče z ravnimi zarezami na eni premici« in tako postal prvi doktorand Visoke tehniške šole v zgodovini.
Svojo pedagoško pot v Mariboru je nastopil leta 1970 kot asistent za področje matematike. Uspehi pri delu so mu omogočili, da je že kmalu postal sprva predavatelj, kasneje pa profesor višje šole. Leta 1979 je bil na Univerzi v Mariboru izvoljen v naziv izredni, leta 1984 pa v naziv redni profesor za matematiko. Vrsto let je bil predstojnik Katedre za matematiko in fiziko, sedem let pa je bil prodekan za izobraževanje oboje na Tehniški fakulteti v Mariboru (ki je nastala po preoblikovanju iz visoke šole). Po razdružitvi tehniških fakultet leta 1995 je bil na novoustanovljeni Fakulteti za elektrotehniko, računalništvo in informatiko od leta 1995 do upokojitve leta 2001 predstojnik Inštituta za matematiko in fiziko. Zaradi dosežkov na pedagoškem, znanstvenem in strokovnem področju ter zaradi prispevkov k rasti Univerze v Mariboru je bil ob upokojitvi leta 2001 imenovan v naziv zaslužnega profesorja.
Matematika in univerzitetna profesorja sta tudi njegova oba sinova, Matej in Boštjan.